# エンマーコムギ
エンマーコムギまたはフタツブコムギはコムギ属の植物。エンマーコムギは4倍体である（4n = 4x = 28染色体）。栽培化されたものはTriticum turgidum subsp.dicoccumとTriticum turgidum conv.durumである。野生種はTriticum turgidum subsp.dicoccoidesと呼ばれる。野生種と栽培種の主な違いは、野生種は熟した種頭が砕けて種子が地面に散らばる一方、栽培種は種頭がそのまま残るため、人間が収穫しやすいという点である。
エンマーコムギは、ヒトツブコムギとともに、中近東で最初に家畜化された作物の一つである。古代世界では広く栽培されていたが、現在ではヨーロッパやアジアの山岳地帯のレリクトクロップ（かつて作物として栽培されていたが、やがて栽培されなくなり、野生化して集落の周辺に残った植物のこと）となっている。
また、エンマーコムギは、特にイタリアでファッロの一種とされている。

## 分類
形態学と遺伝学の強い類似性から、野生種のエンマーコムギ（Triticum dicoccoides Koern.）は、栽培種のエンマーコムギの祖先であることが示されている。野生種や栽培種のエンマーコムギは、他の4倍体コムギと交雑するため、分類学上はすべての4倍体コムギを1つの種（T. turgidum）に属するものとして考える研究者もいる。この場合、T. turgidum subsp. dicoccoidesとT. turgidum subsp. dicoccumのように亜種レベルで認識される。どちらの命名法も同様に有効であるが、後者は遺伝的な類似性をより重視する。
より広い議論については、コムギ#分類を参照。

### 野生種
野生のエンマーコムギは、中近東に自生している。野生のヒトツブコムギ（T. monococcum）に近縁のT. urartuと、Aegilops searsiiまたはクサビコムギに近い未同定のエギロプス属植物という2つの2倍体の野草の交雑によってできた4倍体のコムギである。
19世紀後半の植物学者KörnickeとAaronsohnが、パレスチナとその隣接国に自生する野生種のエンマーコムギ（Triticum dicoccoides）を初めて記載した。それ以前の1864年にオーストリアの植物学者Kotschyが同じ野生種のエンマーコムギの標本を採取しているが、この際の採取地は明記されていない。
古代エジプトでは栽培もされていたが、近年のパレスチナにおいては、食用としての栽培は知られていない。この理由について、おそらく種子から籾殻を除くのが難しく、以前は臼と乳棒で穂を叩かなくてはならなかったためではないかと考えられている。
野生のエンマーコムギは、穂先の穂軸が熟すともろくなり、種子はしっかりと芒に固定されている。この点で、穂先の穂軸が硬く、芒から容易に種子が放出するT. vulgareと区別できる。高さは50 - 70センチメートルほどになり、10 - 15センチメートルほどの細長い穂をつけ、長く伸びた芒が上方に伸びている。

## 形態

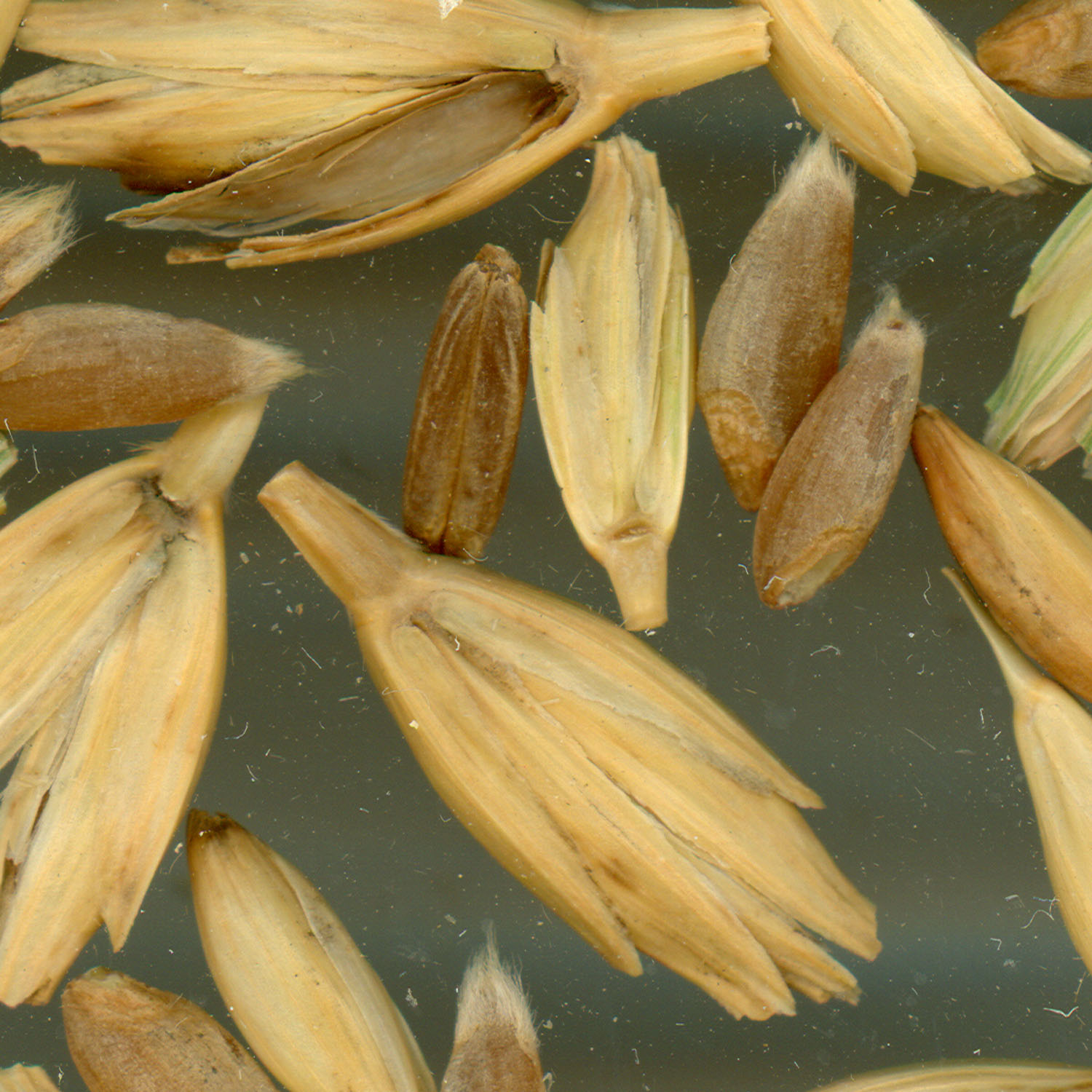
栽培されているエンマーコムギ

ヒトツブコムギやスペルトコムギと同様に、エンマーコムギは籾殻を持つコムギで、粒を包む包頴が強く、穂軸はやや脆い。脱穀の際、籾殻を持つコムギの穂は穂状に分かれが、このとき、穀粒を穎から離すために精米や搗精が必要となる。

野生のエンマーコムギの穂状花は、その穂先で土をかき、自ら埋まっていく。夜になって湿度が高くなると、穂軸は直立し、互いに引き合うようになり、その過程で穀粒を土中に押し込む。日中になって湿度が低下すると、直立していた穂軸は緩み、元に戻る。この時、穂軸に生えている細かい珪質の毛が、土の中でフックのように穂軸が戻るのを防いでいる。昼間の乾燥と夜間の湿度を交互に繰り返す間に、平泳ぎのカエル足のように運動して、穂軸は25ミリメートル以上土に食い込んでいく。

## 語源
1908年が初出。ドイツ語のEmmerから英語に借用された。これはドイツ語でAmelkornと呼ばれる植物の変種を指す言葉で、さらにさかのぼると中高ドイツ語のamelやラテン語のamylumに由来する。

## 歴史
野生のエンマーコムギの原産地は中東の肥沃な三日月地帯で、現在でいうイスラエルからイランにかけての丘陵地帯の草地や森林に生育している。野生エンマーコムギの起源は、学者間で統一されていないが、トルコ南東部のカラジャ山（Karaca dağ）であるとされている。1906年、Aaron AaronsohnがイスラエルのRosh Pinnaで野生のエンマーコムギを発見し、植物界に一石を投じた。エンマーコムギは考古学的発掘物や古墳からも発見されている。エンマーコムギは、栽培化されるまでの何千年もの間、野生から採取され、狩猟採集民に食べられていた。Ohalo IIで発見された野生のエンマーコムギの粒は紀元前17,000年の放射性炭素年代を持ち、先土器新石器時代A期のNetiv Hagdud遺跡で発見されたものは10,000-9400年前のものであった。
エンマーコムギの栽培化が行われた最も古い遺跡の位置はまだ不明であり、議論の最中である。先土器新石器時代Bの初期におけるエンマーコムギの栽培化の間接的証拠と考えられる最も古い遺跡には、テル・アスワド（Tell Aswad）、チャユニュ（Çayönü）、ジャフェール・ホユック（Cafer Höyük）、アシュクル・ホユック（Aşıklı Höyük）、キッソネルガ・ミルトキア（Kissonerga-Mylouthkia）、シルロカンボス（Shillourokambos）などがある。エンマーコムギが完全に栽培化された決定的な証拠は、ベイダ（Beidha）、テル・ゴライフェ（Tell Ghoraifé）、テル・アッスルターン（Tell es-Sultan）、テル・アブ・フレイラ（Tell Abu Hureyra）、テル・ハルーラ（Tell Halula）、テル・アスワド、ジャフェール・ホユックなどの遺跡で、先土器新石器時代Bの中期 (10,200 - 9,500 BP) になって初めて見られる。

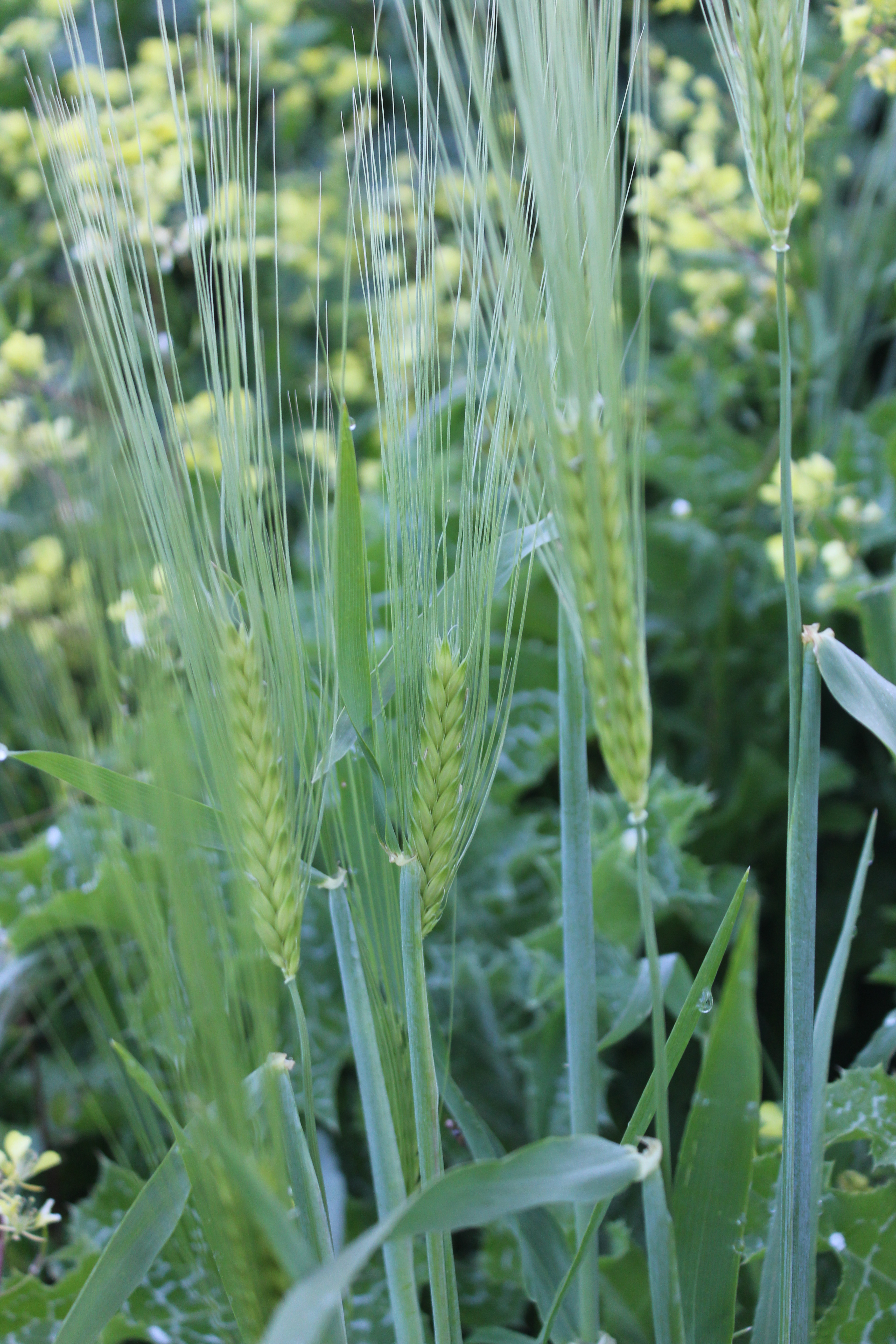
イスラエルに生育する野生のコムギ(Triticum turgidum subsp. dicoccoides)

エンマーコムギは肥沃な三日月地帯に散在する多くの新石器時代の遺跡で発見されている。栽培の初期から、エンマーコムギは穀物の同世代であり競争相手であるヒトツブコムギやオオムギよりも目立つ作物であった。インド亜大陸のMehrgharh I期では少量のエンマーコムギが存在しており、エンマーコムギが紀元前7000年から5000年までにはすでにそこで栽培されていたことが示されている。
近東、特にメソポタミア南部では、エンマーコムギの栽培は青銅器時代の初期、BC約3000年から減少し始め、オオムギが標準的な穀物となった。これは、灌漑沖積土の塩類化が起こり、それに対してオオムギがより耐性を持っていたこととの関連が指摘されているが、この研究には異論もある。
古代エジプトではエンマーコムギは特別な位置を占めており、ファラオ時代には主要な穀物として栽培されていたが、第3王朝時代にはトツブコムギが大量に栽培されており、サッカラの階段ピラミッドの地下にある地下室には栽培されたエンマーコムギやオオムギと共に大量に保存されていたことが判明している。近隣諸国でもヒトツブコムギ、デュラムコムギ、パンコムギが栽培されていた。明らかに実用上の説明がない以上、古代エジプトの食文化におけるエンマーコムギの普及は、単に料理や文化的な好みを反映しているか、第3王朝以降に栽培条件が変化したことを示している可能性がある。古代エジプトのパンとビールの主原料はエンマーコムギとオオムギであった。フェニキアのヴォルビリス（現在のモロッコ）の集落から出土したエンマーコムギは、紀元前1千年紀の中頃のものとされている。
アラム語で「kusmin」またはヘブライ語で「kūsmīn（ヘブライ語: כוסמין）」と呼ばれる穀物は、ユダヤ教において特別な地位を占める5種の穀物のうちの1つとされ、その正体はエンマーコムギまたはスペルトコムギ（エンマーコムギとスペルトコムギは混同されやすい）である可能性がある。しかし、古代イスラエルでスペルトコムギが栽培されていなかったことはかなり確実で、鉄器時代の終わり頃まではエンマーコムギが主要な作物であったと思われる。ギリシャ語やラテン語の文献に登場するエンマーコムギは伝統的に「スペルト」と訳されているが、古典世界ではかなり後期までスペルトコムギは一般的でなかった。
ヨーロッパ北東部では、エンマーコムギはヒトツブコムギとオオムギと並んで最も重要な穀物種の一つであり、その重要性は紀元前3400年以降に増していく。大プリニウスの記載によると、彼の時代にはエンマーコムギは「far」と呼ばれていたが、さらに以前は「adoreum」（または「glory」）と呼ばれていたとあり、エンマーコムギという名前が「glory（栄光）」に由来すると説明する語源を提唱している（『博物誌』18.3 ）、同書の後半では様々な儀式に生贄として用いられたモラ・サルサの材料としての役割を説明している。

## 栽培
今日では、エンマーコムギは主に山岳地帯のレリクトクロップとなっている。エンマーコムギは、栄養に乏しい土地でも十分な収量が得られ、湿潤な地域で流行するさび病などの菌類による病気に強いといった価値を持っており、アルメニア、モロッコ、スペイン（アストゥリアス州）、チェコとスロバキアの国境にあるカルパチア山脈、アルバニア、トルコ、スイス、ドイツ、ギリシャ、イタリアで栽培されている。アメリカでも特産品として栽培されている。また、エチオピアでは伝統的な食用植物として、栄養の改善、食料安全保障の向上、農村開発の促進、持続可能な環境問題への取り組みのサポートといった観点で期待されている。
ユニーク取り組みとして、イタリアではエンマーコムギの栽培が確立され、さらに拡大している。トスカーナ州のガルファニャーナでは、（ファッロとして知られる）エンマーコムギは保護指定地域表示（IGP）製品として農家で栽培されており、その地理的な同一性は法律によって保護されている。これらの製品は、協同組合組織であるConsorzio Produttori Farro della Garfagnanaによって認証されており、IGP認証を受けたファッロは、ヨーロッパ各地の健康食品店や、イギリスの一部のスーパーマーケットで広く販売されている。イタリア産ファッロの需要は、IGP認証を受けたファッロと、低地で栽培される別種のスペルトコムギ（Triticum spelta）を使ったものであることが多い非認証ファッロとの取り合いになっている。

## 食品としての利用

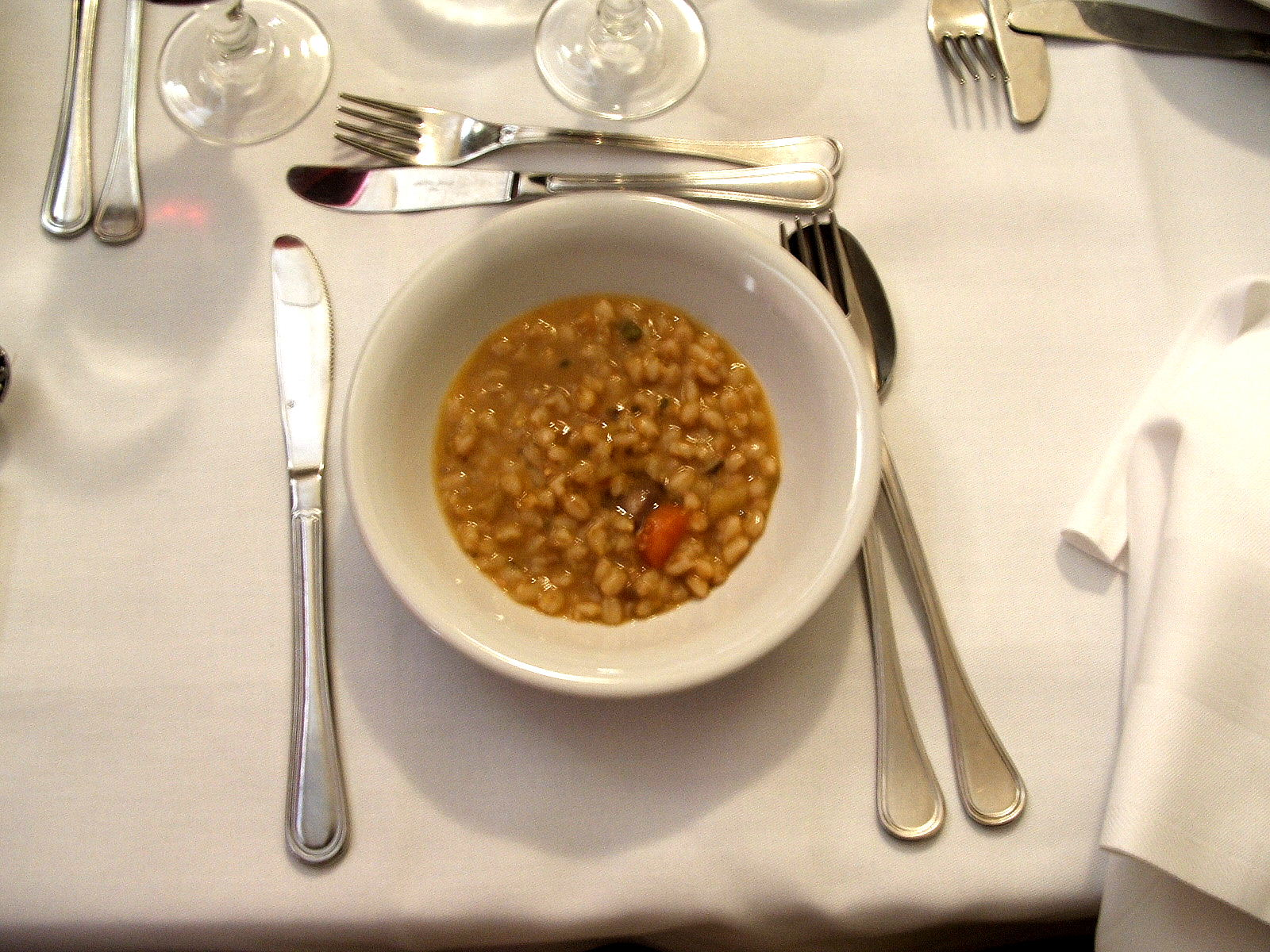
ファッロのミネストラ（スープの意）はイタリア・トスカーナ州の代表的な料理である。

エンマーコムギは主に食用として用いられるが、家畜の飼料としても利用される。トルコなどのエンマーコムギ生産地からの民族誌的な文献は、エンマーコムギが（伝統的なパンの味と食感の基準で）良いパンの材料になることを示唆しており、これは古代エジプトでパンとして広く消費されたという証拠によって裏付けられている。エンマーコムギを使ったパンはスイスやオランダで手に入れることができる。オランダ最大のスーパーマーケットチェーンであるアルバート・ハインでは、高級パンのラインアップの一つとしてエンマーコムギを使ったパンが販売されている。
アルメニア料理では、エンマーコムギのピラフはひまわり油で調理される。予め調理したエンマーコムギを油で炒め、ソテーした玉ねぎを加えて作る。また、炒めた玉ねぎに熱湯とエンマーコムギを加え、柔らかくなるまで煮込んだものもある。アルメニアでは、「kashovi」と呼ばれる羊肉入りエンマーコムギのお粥がシラク地方で広く普及しているが、赤身肉を使ったkashoviはアルメニアの全地域で知られている。冷水に刻んだ羊肉を加えて10分ほど煮た後、エンマーコムギと炒めたタマネギを加えて弱火で柔らかくなるまで煮込んで作られる。
イタリアでは、エンマーコムギの全粒はほとんどのスーパーマーケットや食料品店で簡単に手に入り、エンマーコムギのパン（pane di farro）は一部の地域のパン屋で見つけることができる。トスカーナ州では、伝統的にエンマーコムギの全粒がスープに用いられてきた。また、エンマーコムギはビールの製造にも利用されてきた。
インドの一部では、エンマーコムギ（マハーラーシュトラ州ではखपली गहू、転訛して「khapalī gahū」と呼ばれ、これは「皮付き小麦」の意である）が干ばつやストレスに強い小麦品種として栽培されている。この品種が糖尿病患者に有用であると考えられることから関心が高まり、収量を改善する取り組みも行われている。
コムギのすべての品種や交配種と同様に、エンマーコムギはセリアック病、非セリアック・グルテン過敏症、小麦アレルギー患者などのグルテン関連障害を持つ人々には適していない。